# 余泽鸿
余泽鸿（1903年—1935年12月15日），四川长宁人。中国工农红军将领、中国共产党早期领导人。

## 生平
1922年，加入中国社会主义青年团。1925年，加入中国共产党，就读于泸州川南师范学校，后入上海大学 (民国)学习，任共青团上海大学特别支部书记，参与组织五卅运动，1925年五卅运动后，被选为全国学联主席团委员、上海工商学联合会委员。主编《上海学生》。1926年春，任中共江浙区委候补委员，学生运动委员会主任兼全国学联中共党团书记，主持学联工作。1927年3月，任中共上海公共租界部委负责人，参加上海工人三次武装起义。
起义失败后，改任中共湖北省委常务委员兼秘书长。1928年，任中共中央组织部秘书，并主编《组织通讯》。1929年，任中共中央秘书长，主编《政治通讯》。1930年6月，任中共中央北方局宣传部部长。不久任中共顺直省委宣传部部长。1931年夏，到中央革命根据地，曾任中共宁都中心县委书记、南广中心县委书记。1933年初，任中共建宁中心县委书记兼建宁军分区政治委员。4月，任中共闽赣省委委员、闽赣军区政治部主任。后调任红军大学政治教员。1934年10月，任军委干部团上级干部大队政治委员，参加长征。1935年2月，奉命留在川南地区开展游击战争，任中共川南特委宣传部部长兼红军川南游击纵队政治委员。6月川南特委与游击纵队改称，任中共川滇黔特委书记兼红军川滇黔游击队政治委员。同年12月15日，在四川江安碗厂坡，与川军交战中牺牲。